# Castellolí
Castellolí es un municipio de España en la provincia de Barcelona, Comunidad autónoma de Cataluña, con una superficie de 25,28 km², una población de 506 habitantes (2009) y una densidad de población de 20,02 hab/km². Fue centro de una baronía que pasó a los Cardona, y finalmente a los Fernández de Córdoba, duques de Medinaceli, hasta la extinción de los señoríos en el siglo XIX.

## Geografía
Integrado en la comarca de Noya, se sitúa a 59 kilómetros de la capital catalana. El término municipal está atravesado por la autovía del Nordeste A-2 entre los pK 560 y 565 y por la carretera C-37 que une Manresa con Igualada y Valls. La autovía abandona el municipio en el túnel del Bruc, que salva el Coll del Bruc.
El relieve del municipio está formado el límite oriental por el sector oriental de la cuenca de Ódena, un valle excavado por una serie de torrentes que descienden sobre todo de las montañas del Coll del Bruc (640 metros) al este, y del Puig Aguilera (626 metros) al oeste, que acaban formando la riera de Castellolí, afluente del río Noya por la izquierda. Por el sur del municipio se encuentra la cabecera del torrent del forn d'en Monner, que tiene su origen entre Turó de la Creu en Mabres (578 metros) y la Serra de la Monja (706 metros en el cerro de la Avellana).
La altitud del municipio oscila entre los 706 metros (cerro de la Avellana) al sureste y los 320 metros a orillas de la riera de Castellolí. El pueblo se alza a 390 metros sobre el nivel del mar. 
| Noroeste: Ódena                 | Norte: Castellfullit del Boix | Noreste: Bruch |
| Oeste: Ódena                    |                               | Este: Bruch    |
| Suroeste: La Pobla de Claramunt | Sur: La Pobla de Claramunt    | Sureste: Piera |

## Demografía
Castellolí cuenta con una población de 658 habitantes (INE 2024).
| Gráfica de evolución demográfica de Castellolí entre 1842 y 2021                                                      |
| |
| Población de derecho según los censos de población del INE. Población de hecho según los censos de población del INE. |

| 435                                         | 424 | 430 | 452 | 474 | 571 |
| (Fuente: Instituto Nacional de Estadística) |     |     |     |     |     |